# Кафарова, Эльмира Микаил кызы
Эльми́ра Микаи́л кызы́ Кафа́рова (азерб. Elmira Mikayıl qızı Qafarova; 1 марта 1934, Баку — 1 августа 1993, там же) — азербайджанский государственный деятель и дипломат. Министр просвещения Азербайджанской ССР (1980—1983), министр иностранных дел Азербайджанской ССР (1983—1987), председатель Президиума Верховного Совета (1989—1990), председатель Верховного Совета Азербайджана (1990—1992).

## Биография
Окончила бакинскую среднюю школу № 189 в 1952 году. Училась на факультете филологии Азербайджанского государственного университета, который окончила в 1958 году. Студенткой возглавляла комсомольский комитет. В 1961 году защитила кандидатскую диссертацию по филологии. В 1962 году была назначена председателем оргкомитета комсомола Азербайджанской ССР, а с 1966 по 1970 год являлась его первым секретарём. Затем в течение года занимала должность заведующего отделом культуры ЦК КП Азербайджанской ССР.
В 1971 году была назначена первым секретарём бакинского городского комитета КПСС. Депутат Верховного Совета Азербайджана с 1975 года. В 1980 году заменила 77-летнего Мехти Мехтизаде на должности министра просвещения Азербайджанской ССР, а в 1983 году была назначена министром иностранных дел республики. В 1984 году участвовала в осенней сессии Генеральной Ассамблеи ООН, посвящённой проблемам расизма и дискриминации. В 1987—1989 годах занимала должность заместителя председателя Совета Министров Азербайджанской ССР.
С 1987 по 1991 годы являлась членом Президиума Верховного Совета Азербайджанской ССР (куда четырежды избиралась депутатом). В 1989 году была избрана председателем Президиума, а через год — председателем Верховного Совета республики. В марте-мае 1990 года представляла Азербайджан в новообразованном Совете Федерации СССР. В 1990—1991 годах являлась членом Центральной контрольной комиссии КПСС.
В перестроечный период истории Азербайджана проявила себя как смелый и решительный политик. В годы её председательства в Верховном Совете Азербайджана по её инициативе в постпредстве республики в Москве была организована выставка более двух тысяч единиц вооружения, изъятых у армянских боевиков Нагорного Карабаха. Данное мероприятие вызвало резкое неодобрение её действий со стороны КГБ, МВД СССР и Минобороны СССР.
30 декабря 1989 года добилась возвращения городу Кировабад (названному так в 1934 году по имени Сергея Кирова) его исторического названия — Гянджа, а 13 марта 1990 года — объявления праздника Новруз нерабочим днём в Азербайджане. С её деятельностью связывают также принятие декларации «О восстановлении государственной независимости Азербайджанской Республики» 30 августа 1991 года и принятие Азербайджана в ООН 2 марта 1992 года. Через три дня после последнего она подала в отставку по состоянию здоровья.
Ей отношения с азербайджанской оппозицией в лице Народного фронта оставались натянутыми до самого её ухода из политики. В сентябре 1991 года она подвергла оппозицию критике, назвав её членов «пьяницами и наркоманами», что по ошибке было пропущено в прямой эфир и за что она подверглась физической атаке со стороны протестовавших у здания Верховного Совета оппозиционерок.

## «Чёрный январь»
Накануне ввода советских войск в Баку в ночь на 20 января 1990 года, повлёкшего за собой гибель более сотни жителей города, Э. Кафарова находилась в Москве. Решение о введении чрезвычайного положения в Азербайджане было принято Президиумом Верховного Совета республики в её отсутствие и позже было охарактеризовано как «незаконное». На следующий день после трагедии она оказалась единственным представителем власти, как на союзном, так и на республиканском уровне, кто обратился к народу в связи со случившимся и выступил с осуждением действий союзного руководства. Несмотря на это, в 1994 году её имя упоминалось в числе виновников январских событий, как не сумевшей обеспечить безопасность населения, однако уголовное дело возбуждено не было в связи с её кончиной.
Скончалась 1 августа 1993 года от инфаркта миокарда и похоронена на Аллее почётного захоронения в Баку.